# John Banvard
John Banvard (Nova York, Estats Units, 15 de novembre de 1815 - Watertown, Estats Units, 16 de maig de 1891) va ser un artista reconegut del segle xix dedicat, especialment, a la pintura de retrats i panorames. Per la seva aportació en l'àmbit dels panorames giratoris, ha estat considerat, per molts mitjans, com un dels pares de la multimèdia.

## Biografia
John Banvard va néixer a Nova York el 15 de novembre de 1815, procedent d'una família multimilionària, el pare de la qual va acabar totalment arruïnat. Per aquest motiu, va decidir recórrer tots els pobles de Kentucky cercant fortuna. El jove novaiorquès, que des de petit havia sentit devoció per la pintura i l'art en general, va començar a dibuixar rètols i cartells en els ports costaners del Riu Mississipi. Durant aquest període de la seva vida, caracteritzat per la falta de diners i en el qual es guanyava la vida pintant i caçant, va arribar a passar nits dormint a l'aire lliure a la riba d'aquest riu. Al cap de poc temps, John va aconseguir treball en un teatre ambulant com a pintor de telons escenogràfics, aprenent, així, l'art de pintar llenços de gran mida.
Més endavant, va topar amb una fira, on va descobrir l'art del panorama. Els panorames eren quadres continus de mesura enorme que representaven escenes de gran interès, la finalitat dels quals era transcendir l'enquadrament, els quals es plasmaven sobre la superfície interior d'un cilindre. L'objectiu d'aquests era entretenir al públic mostrant-li pintures que no es podien imaginar veure. Als Estats Units, els panorames van evolucionar als denominats panorames giratoris o panorames mòbils.
Una vegada va descobrir els panorames, John Banvard va quedar sorprès i va decidir crear una obra immensa i nova, la pintura més gran mai duta a terme. Per a això, va escollir com a tema el Riu Mississipi -aquell que li va veure madurar- i el 1842 es va embarcar en una travessia en solitari de dos anys pel riu, pujat a una petita canoa i amb un bagul ple de llapis i quaderns en els quals va dibuixar esbossos de tot el que anava veient al llarg del viatge, des de Missouri fins a Nova Orleans. En acabar el trajecte, va desembarcar al seu poble i va comprar enormes rotllos de llenç (que prèviament havia unit) i va pintar detalladament la seva obra final: Gran Panorama mòbil del Mississipi de Banvard (1846).

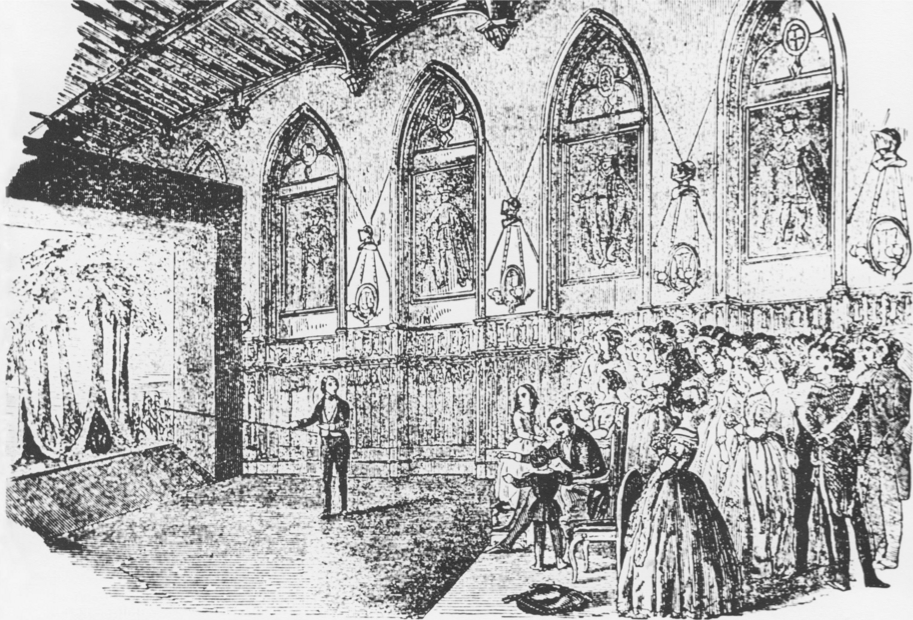
Imatge en la qual s'il·lustra a John Banvard presentant la seva obra a la reina Victoria al castell de Windsor

Aquesta va ser la seva obra mestra i la que el va fer saltar a la fama. Des de llavors no va parar d'omplir sales i teatres a les quals el públic estava disposat a pagar la quantitat que fos per les entrades, amb l'únic afany de gaudir d'entreteniment. Per aquest motiu va aconseguir gran fortuna i, en aquest mateix any, va travessar l'Atlàntic per exhibir la seva obra a ciutats com Londres o París. Durant la seva estada a la capital britànica va ser cridat per la reina Victòria al castell de Windsor amb la intenció de realitzar-li una presentació privada a gran escala.
Més endavant va fer diversos viatges a altres continents com Àfrica i Àsia, on va plasmar en llenços les seves noves obres panoràmiques del riu Nil i de Palestina. De nou al seu país natal, John Banvard va decidir gastar-se una fortuna en la construcció d'un castell escocès a Long Island i d'un museu egipci a Manhattan.
Finalment, va morir el 16 de maig de 1891 a Watertown. Però abans de morir, el pintor, igual que el seu pare, va acabar arruïnat. Aquest fet s'explica, especialment, a través de dos aspectes: en primer lloc, pel gran nombre de pintors de panorames que van sorgir durant aquesta època, els quals van ser designats d'imitadors o plagiadores per John Banvard, ja que realitzaven pintures del Mississipi de pitjor qualitat –que possiblement havien copiat mitjançant esbossos de l'obra del novaiorquès– les quals exhibien a preus més assequibles i, en segon lloc, per l'aparició i el desenvolupament del diorama i altres tècniques de caràcter precinematogràfic.

## Principals obres
Encara que no es conserva cap dels panorames que va realitzar, hi ha documentades diverses obres topogràfiques o paisatgístiques de llocs que va visitar.

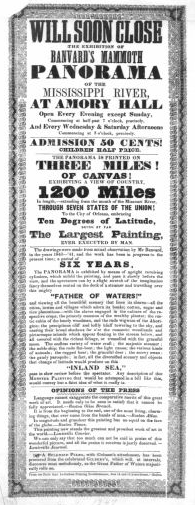
Cartell d'un dels dies que es presentava l'obra de Banvard a l'Amory Hall.

### Gran Panorama mòbil del Mississipi de Banvard
És considerada l'obra més gran del novaiorquès i la que el llançà a la fama. L'obra es va presentar el dilluns 29 de juny de 1846 a l'Apollo Saloon de Louisville, Kentucky; amb un preu d'entrada de 50 centaus. Hi ha publicacions als diaris del dia posterior al primer llançament que comenten que el teatre estava abarrotat i coincideixen que era un espectacle sense precedents a la ciutat. L'espectacle s'anunciava com “la pintura de tres milles de llarg”, encara que és cert que aquest panorama mesurava menys de 500 metres de llarg. Pel que fa al contingut de l'obra, la pintura detalla amb delicadesa la ribera oriental del riu (no obstant això, a partir dels nombrosos plagis que va tenir l'obra, Banvard va decidir pintar la part occidental del Mississipi). Des del punt de vista de l'espectacle, no tractava només de contemplar el panorama mòbil (que consistia a desenrotllar el llenç al llarg de l'escenari mitjançant un parell de manovelles que s'ocultaven darrere del teló), sinó que mentre aquest s'observava, John Banvard narrava al públic present nombroses aventures que havia viscut durant el seu trajecte posant èmfasi en alguns punts del relat. A més, es jugava amb la velocitat del desplegament del panorama per enfortir la narració de l'artista; tot això es produïa al mateix temps que la seva dona tocava diferents peces al piano.

### Panorama mòbil del riu Nil i Panorama mòbil del riu Jordà
Encara que se sap que John Banvard va viatjar a ambdós territoris i que va documentar les seves vivències mitjançant pintures, no s'han aconseguit dades ni informació pel que fa a la publicació d'aquestes dues obres.

## Origen de la multimèdia moderna

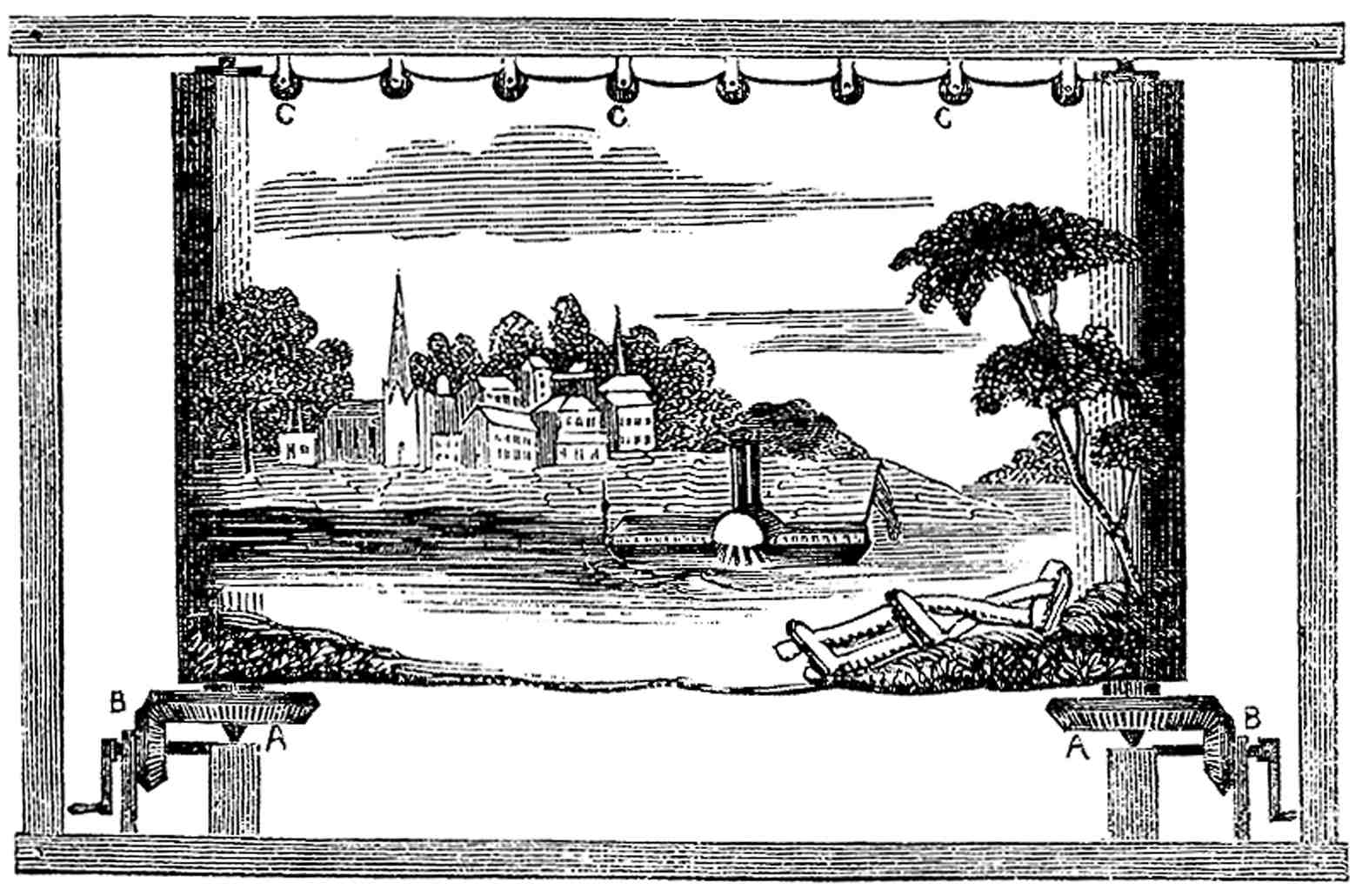
Il·lustració que presenta el mecanisme de funcionament del panorama mòbil.

Donada la informació que hem adquirit respecte a l'espectacle que es realitzava amb la presentació del Gran Panorama mòbil del Mississipi de Banvard alguns experts han arribat a la conclusió que John Banvard pot ser considerat el "pare de la multimèdia moderna". L'espectacle, sense precedents en aquella època, estava garantit. En aquest es combinaven diversos elements del sector audiovisual: en primer lloc, s'explotava el mitjà visual amb el mateix panorama; en segon lloc, el mitjà musical també estava present gràcies a l'aportació al piano de la seva dona que tocava mentre ell narrava i, en darrera instància, el mitjà interactiu es potenciava mentre Banvard relatava les seves gestes i històries que combinava amb els canvis de ritme i velocitat mentre girava les manovelles del panorama mòbil.